# بلکس‌ویل (جورجیا)
بلکس‌ویل (به انگلیسی: Blacksville) یک منطقهٔ مسکونی در ایالات متحده آمریکا است که در شهرستان هنری، جورجیا واقع شده‌است. بلکس‌ویل ۰٫۲ کیلومتر مربع مساحت و ۴ نفر جمعیت دارد و ۲۷۰ متر بالاتر از سطح دریا واقع شده‌است.